# Don Lang
Don Lang, geborener Gordon Langhorn, (19. Januar 1925 in Halifax, England – 3. August 1992 in London) war ein englischer Jazz-Posaunist und Rock-’n’-Roll-Sänger. Als Bandleader der Gruppe Don Lang & his Frantic Five feierte er seine größten Erfolge mit Coverversionen im England der späten 1950er Jahre.

## Biografie
Der gelernte Elektriker bestritt seinen ersten professionellen Auftritt 1947 auf der Isle of Man. Zu Langs Vorbildern gehörten u. a. die amerikanischen Jazz-Posaunisten Jack Teagarden und Bill Harris. Anfangs arbeitete er als Jazz-Posaunist, u. a. bei Vic Lewis und Ken Mackintosh. Sein kommerzieller Erfolg begann erst als Sänger von Rock-’n’-Roll-Titeln. Er und seine 1953 gegründete Band waren die Hausband der ersten Rock-’n’-Roll-Show beim Sender BBC namens Six-Five Special, für die er auch die Titelmelodie einspielte. Lang war auch erfolgreich als Skiffle-Musiker. 1958 erreichte seine Coverversion des Liedes Witch Doctor von David Seville Platz 5 der britischen Singlecharts. Auf dem White Album der Beatles übernahm er im Stück Revolution 1 den Part der Posaune.
In den 1970er und 1980er Jahren arbeitete er solo als Kabarettist. Ende der 1980er beendete Don Lang seine Bühnenkarriere. Don Lang ist der Vater des Bassisten Brad Lang. Er starb 1992 mit 67 Jahren nach langem Krebsleiden. Er hinterließ zwei Kinder und eine Frau.

## Diskografie

### Alben
- Peaksoft PEA017: The Complete 50s Singles - 2012 (inklusive HMV POP714 von 1960)

### Singles

#### Don Lang
- HMV POP115: Cloudburst (Claude Cloud/Jimmie Harris/Jon Hendricks/Leroy Kirkland) / Seventeen — 1955
- HMV POP150: Four Brothers / I Want You to Be My Baby — 1956
- HMV POP178: Rock Around the Island / Jumpin’ to Conclusions — 1956
- HMV POP224: Rock and Roll Blues / Stop the World I Wanna Get Off — 1956
- HMV POP260: Sweet Sue Just for You / Lazy Latin — 1956

#### Don Lang & his Frantic Five
- Electrola HMV 45-EG 8775: Red Sputnik Rock (Red Planet Rock) / Texas Tambourine — 1956
- HMV POP289: Rock Around the Cookhouse / Rock Mister Piper
- HMV POP335: Rock-A-Billy / Come Go With Me
- HMV POP350: School Day (Chuck Berry) —1957
- HMV POP488: Witch Doctor (David Seville) — 1958
- HMV POP649: A Hoot and a Holler / See You Friday
- HMV POP682: Reveille Rock / Frankie and Johnny - 1959 UK pressing
- HMV POP714: Sink the Bismarck / They Call Him Cliff — 1960(Der Titel der B-Seite ist eine Hommage an Cliff Richard)